# Günther von Kluge
Günther Adolf Ferdinand von Kluge, conocido como Günther von Kluge (Posen, Imperio alemán; 30 de octubre de 1882-Metz, Francia; 19 de agosto de 1944), apodado "Kluger Hans" (equivalente a Juan el listo, juego de palabras en alemán, pues klug significa listo, inteligente), fue un militar alemán con el grado de Mariscal de Campo de la Wehrmacht.

## Inicios
Nacido en el seno de una familia prusiana de gran tradición militar, von Kluge fue todo un maestro en Blitzkrieg y fue nombrado Generalfeldmarschall de Alemania en julio de 1940. Durante la Primera Guerra Mundial había sido oficial de Estado Mayor, participando en la Batalla de Verdún de 1916.

## Segunda Guerra Mundial
En 1936 era teniente general y en 1937 obtuvo el mando del VI Cuerpo de Ejército, que se convirtió en el IV Ejército alemán, que dirigió en la guerra con Polonia en 1939.

### Batalla de Francia
Antes del comienzo de la actividad en el frente occidental se opuso a los planes de ataque contra Francia, pero fue puesto al mando del IV Ejército en su avance en las Ardenas, que culminaría con la derrota del ejército francés.
En esta época Kluge desarrolló una rivalidad encubierta con el general Heinz Guderian por su impetuosidad en atacar a los ingleses en Dunkerque y mantuvo una soterrada animadversión en contra del Mariscal Erwin Rommel.
Fue ascendiendo a Mariscal de Campo el 19 de julio de 1940 en la Ceremonia del Mariscal de Campo, junto con otros doce altos oficiales alemanes que habían tenido una destacada participación en las recientes campañas de Francia y Polonia.

### Frente ruso
En 1941 fue nombrado comandante del Grupo de Ejércitos Centro en el frente ruso, con el célebre Heinz Guderian, el general tanquista, como subordinado (aunque la realidad era que éste actuaba por libre iniciativa, haciendo caso omiso de las indicaciones de Kluge).
En diciembre de aquel año, a las puertas de Moscú, ante la situación comprometida y a sugerencia de Guderian, Kluge trató de persuadir a Hitler sobre la necesidad de una retirada limitada por sectores, ante la contraofensiva invernal soviética. Kluge telefoneó personalmente, en repetidas ocasiones, al cuartel general del Führer, pero se le contestó que "pequeñas retiradas constituyen a la postre siempre una retirada total".
Las fuerzas de Hoepner intentaron tomar Moscú y llegaron a 42 km escasos del centro de la capital rusa. Sin embargo, debido a la falta de combustible y suministros, tuvo que retroceder ante el contraataque de escuadrones siberianos y obreros. Kluge ordenó a Guderian rebasar el río Oka y apoyar a estas fuerzas desde el sur, pero el II Cuerpo Panzer se topó con divisiones siberianas bien armadas que lo detuvieron y por tanto, a sabiendas de Kluge, tuvo que retroceder para no ser derrotado. Kluge usó a Guderian como chivo expiatorio del fracaso en la toma de Moscú ante Hitler, haciéndolo aparecer como un insubordinado y le destituyó. Guderian renunció al ejército y se retiró.
Cuando la situación resultó insostenible, al mando ya de todo el Grupo de Ejércitos Centro, demostró sus cualidades tácticas en las batallas defensivas por mantener un frente estable, hasta que se inició la segunda ofensiva germana en Rusia, en el verano de 1942.

### Europa Occidental
El 27 de octubre de 1943 Kluge resultó gravemente herido al volcar su vehículo en la carretera de Minsk a Smolensk. Fue incapaz de volver al servicio activo hasta julio de 1944, cuando fue nombrado comandante en jefe del Frente Occidental, tras ser destituido Gerd von Rundstedt a raíz del desembarco aliado en Normandía. Trató en vano de contraatacar en la zona de Avranches (Operación Lüttich), pero sus fuerzas resultaron insuficientes para detener al VII Cuerpo de Ejército estadounidense, un fracaso que le sumió en una profunda depresión.

### Participación en las conspiraciones
Kluge se vio involucrado de algún modo con la resistencia militar, o al menos conocía algunos detalles. Si bien no participó activamente, hizo omisión ante sus superiores. Mantuvo una actitud tibia y no delató los planes, que conocía de von Tresckow, uno de los jefes de la resistencia (Widerstand) (y que sirvió como jefe del Estado Mayor en el Grupo de Ejércitos Centro), esto es, de acabar con Hitler durante una de sus visitas al Grupo de Ejércitos Centro. Sin embargo, Kluge (al igual que Fromm) rechazó apoyar a los conspiradores del complot del 20 de julio en cuanto supo que Hitler había sobrevivido al intento de asesinato perpetrado por Claus von Stauffenberg.
Posteriormente, fue llamado a Berlín para reunirse con Hitler tras el golpe de Estado fallido de Stauffenberg. Convencido de que Hitler le castigaría por conspiración (y por presuntos intentos de negociación con los Aliados —de hecho, Himmler y Bormann ya habían levantado sospechas al respecto ante Hitler—), parece que había pensado en suicidarse, así se creyó por mucho tiempo. Su suicidio se habría dado, con él tomando cianuro en el avión que le llevaba a Berlín.
Sin embargo, el SS-Gruppenführer Jürgen Stroop confesó (antes de ser ejecutado por crímenes de guerra) que fue él quien mató personalmente de un balazo certero a Kluge durante el vuelo a Berlín.  En su testamento, Kluge reafirmaba su lealtad a Hitler.

## Condecoraciones
- Cruz de Hierro 2.ª Clase 1914 (Eisernes Kreuz 1914, II. Klasse).
- Cruz de Hierro 1.ª Clase 1914 (Eisernes Kreuz 1914 I Klasse).
- Placa de herido 1918 en bronce (Verwundetenabzeichen 1918 in Bronze).
- Insignias de Observación aérea para oficiales 1914 (Abzeichen für Beobachtungsoffiziere aus Flugzeugen 1914).
- Cruz al Mérito Militar de Austria de tercera Clase con insignia de guerra (Österreichisches Militär-Verdienstkreuz, 3. Klasse mit Kriegsdekoration).
- Cruz de Caballeros con Espadas de la Orden de la casa Real de Hohenzollern de Prusia (Preußischer Königlicher Hohenzollern-Hausorden, Ritterkreuz mit Schwertern).
- Orden al Mérito Militar de Baviera Cuarta Clase con Espadas (Bayerischer Militärverdienstorden IV. Klasse mit Schwertern).
- Cruz al Mérito Militar de 2.ª Clase de Mecklenburg-Schwerin (Militärverdienstkreuz, 2. Klasse (Mecklenburg-Schwerin).
- Medalla al Mérito de Oldenburg “für Rettung aus Gefahr“ (Oldenburgische Verdienstmedaille “für Rettung aus Gefahr“).
- Cruz de Honor de Combatiente del Frente 1914-1918 (Ehrenkreuz für Frontkämpfer).
- Broche de la Cruz de Hierro 1939 de 2.ª Clase (1939 Spange zum Eisernen Kreuzes 2. Klasse 1914) – 05 Set 1939.
- Broche de la Cruz de Hierro 1939 de 1.ª Clase (1939 Spange zum Eisernen Kreuzes 1. Klasse 1914) – 17 Set 1939.
- Cruz de Caballeros de la Cruz de Hierro (Ritterkreuz des Eisernen Kreuzes ) – 30 Set 1939.
- Mencionado en el Informe de las Fuerzas Armadas (Namentliche Nennung im Wehrmachtbericht) – 07 Ago 1941.
- Mencionado en el Informe de las Fuerzas Armadas (Namentliche Nennung im Wehrmachtbericht) – 18 Oct 1941.
- Mencionado en el Informe de las Fuerzas Armadas (Namentliche Nennung im Wehrmachtbericht) – 19 Oct 1941.
- Hojas de Robles para la RK N° 181 (Ritterkreuz des Eisernen Kreuzes mit Eichenlaub Nr. 181) – 18 Ene 1943.
- Mencionado en el Informe de las Fuerzas Armadas (Namentliche Nennung im Wehrmachtbericht) – 03 Set 1943.
- Espadas para la RK N° 40 (Ritterkreuz des Eisernen Kreuzes mit Eichenlaub und Schwerten 40) – 29 Oct 1943.
- Cruz de Servicios de las Fuerzas Armadas de 1.ª Clase 25 años (Wehrmacht-Dienstauszeichnung 1. Klasse, 25 Jahre) – 13 Mar 1938.
- Medalla de Servicios de las Fuerzas Armadas de Cuarta Clase 4 años (Wehrmacht-Dienstauszeichnung 4. Klasse, 4 Jahre).
- Medalla de la Campaña del Frente Oriental (Medaille "Winterschlacht im Osten 1941/42").
- Medalla de la anexión de Austria (Medaille zur Erinnerung an den 13. März 1938).
- Medalla de Anexión de los Sudetes (Medaille zur Erinnerung an den 1. Oktober 1938).